# سنخ آرمانی

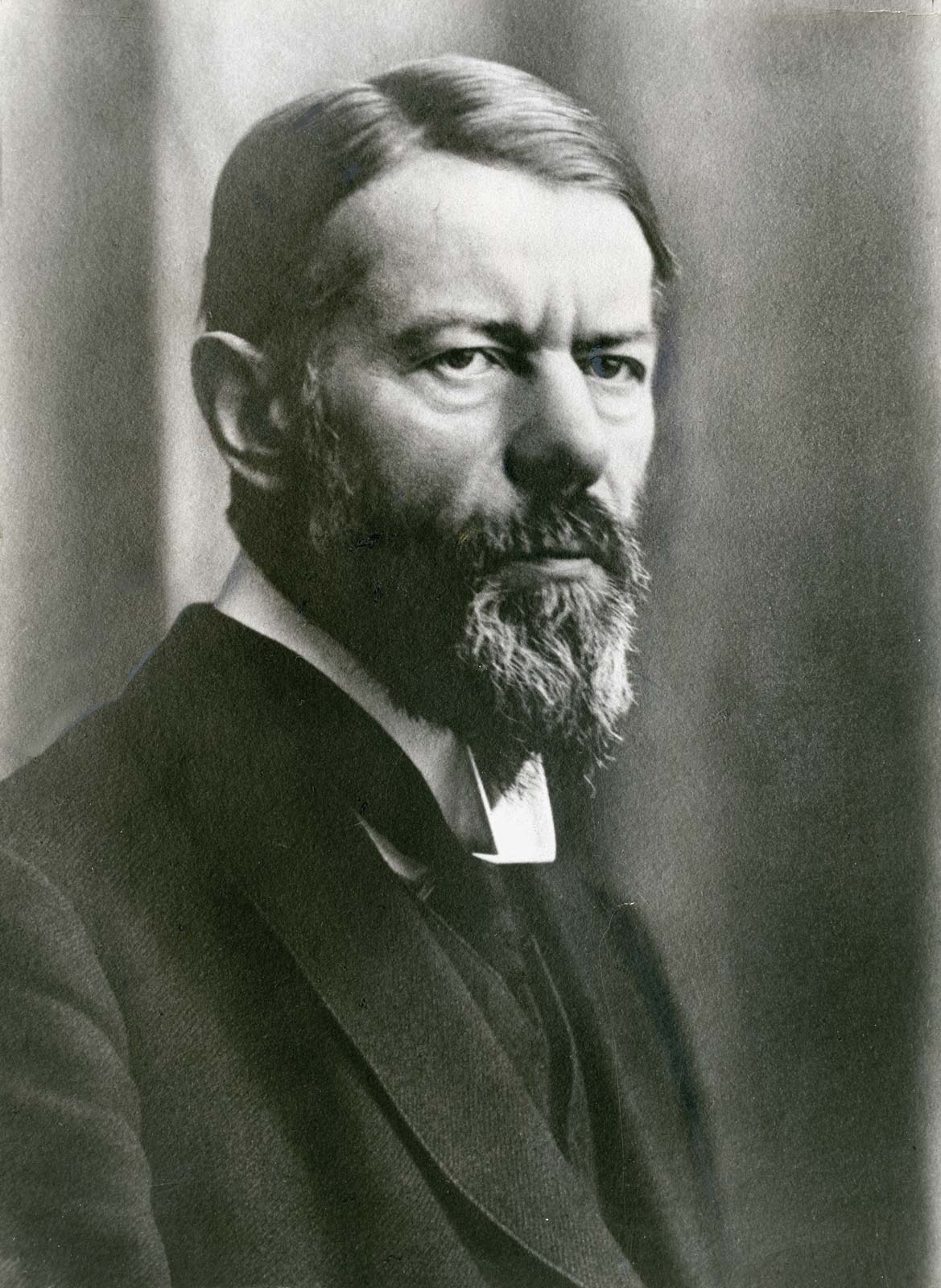
تصویری از ماکس وبر

سنخ آرمانی یا نوع آرمانی (به انگلیسی: Ideal type یا pure type)، اصطلاحی گونه شناختی است که اثر ماکس وبر (۲۱ آوریل ۱۸۶۴–۱۴ ژوئن ۱۹۲۰) جامعه‌شناس، تاریخدان، حقوقدان و استاد اقتصاد سیاسی آلمانی است. برای وبر شکل‌گیری علوم اجتماعی وابسته به برساخت مفاهیم فرضیه‌ای انتزاعی بود. سنخ آرمانی عنصری سوبژکتیو در پژوهش و نظریه‌های اجتماعی و همچنین یکی از عناصر سوبژکتیوی است که جامعه‌شناسی را از علوم طبیعی متمایز می‌کند.

## انتقاد
منتقدان سنخ آرمانی طرفداران نظریه نوع هنجاری هستند. برخی از جامعه‌شناسان استدلال می‌کنند نوع ایده‌آل تمایل دارد بر پدیده‌های افراطی تمرکز کند و ارتباطات بین آنها را نادیده بگیرد و بیان این نکته دشوار است که چگونه انواع و عناصر آنها در نظریه عمومی نظام اجتماعی قرار می‌گیرند.

## مطالعه بیشتر
- پاول زالسکی: سنخ آرمانی در جامعه‌شناسی دین ماکس وبر: برخی الهامات نظری مطالعه‌ای در زمینه دینی، «بررسی جامعه‌شناسی لهستانی» «۳» (۱۷۱)، ۲۰۱۰.